# Reservatório (petróleo)
Para a Geologia do Petróleo, um reservatório de petróleo ou zona de produção é uma formação rochosa permeável, porosa ou fraturada, em subsuperfície, que contém hidrocarbonetos em fase contínua, dentro de um mesmo campo, em quantidade e qualidade com aproveitamento econômico e de exploração tecnologicamente viável.

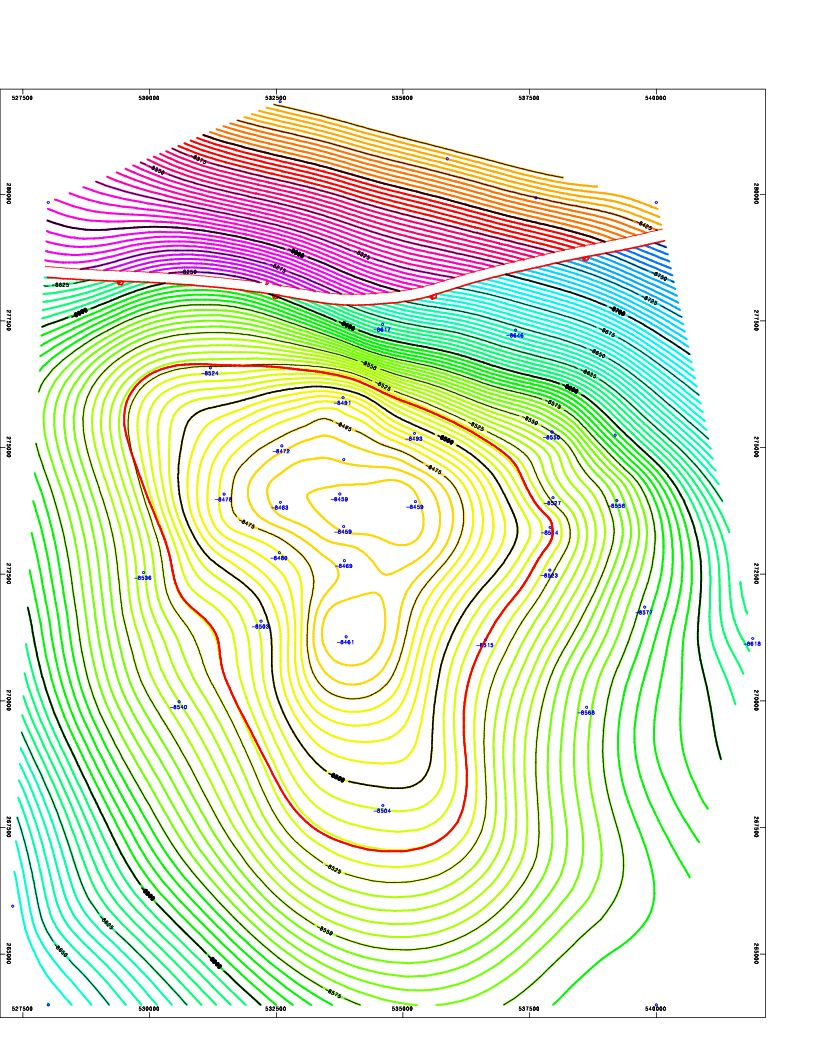
Captura de tela de um mapa de estrutura gerada pelo software de mapeamento Contour para um reservatório de gás e óleo a 8.500 pés de profundidade (aproximadamente 2600 metros) no campo Erath, Erath, Luisiana. A diferença da esquerda para a direita, perto do topo da isolinha indicata uma linha de falha geológica. Esta linha de falha está entre as linhas de contorno azuis/verdes e as linhas de contorno púrpuras/vermelhas/amarelas. A linha de contorno circular vermelha fina no meio do mapa indica o topo do reservatório de óleo. Devido ao gás flutuar acima de óleo, a linha de contorno vermelha fina marca a zona de contato gás/óleo.

A caracterização de um reservatório envolve a definição de:
1. 1. Rocha Geradora - rocha que gera o petróleo a partir de matéria orgânica
2. Rocha Reservatório - rocha permoporosa que acumula o petróleo
3. Rocha Selante - rocha que mantém o petróleo em profundidade, dada suas características de porosidade e permeabilidade, e permite a preservação do óleo
4. Soterramento - processo de aprofundamento da rocha rica em matéria orgânica (> 2%), que vai converter o querogênio em óleo, condensado ou gás termoquímico, pelo aumento da temperatura e da pressão, principalmente na etapa de catagênese
5. Migração - processo que mobiliza o petróleo de sua zona de geração até a rocha reservatório
6. Armadilha Estrutural ou "trapa" - arranjo estrutural-geométrico (dobras, falhas ou fraturas) de rochas que permite a acumulação de petróleo, isto é, barreira interna ou externa que impede a sua migração
7. Tempo ou timing - sucessão cronológica dos eventos de geração, migração e acumulação do petróleo

## Formação
Óleo cru encontrado em reservatórios de óleo formado na crosta da Terra de restos de seres vivos. O petróleo bruto é propriamente conhecido como petróleo, e é usado como combustível fóssil. As evidências indicam que milhões de anos de calor e pressão alterando os restos de plantas e animais microscópicos em óleo e gás natural.
Roy Nurmi, um consultor de Schlumberger, descreveu o processo como segue: "Plâncton e algas, proteínas e a vida que está flutuando no mar, na medida em que morre, cai para o fundo, e esses organismos serão a fonte do nosso petróleo e gás. Quando eles foram enterrados com o sedimento acumulado e atingem uma temperatura adequada, algo acima de 50 a 70 °C eles iniciam um cozimento. Esta transformação, esta mudança, transforma-os nos hidrocarbonetos líquidos que se movem e migram, tornando-se nossos reservatórios de petróleo e gás."
Em adição ao ambiente aquático, o qual é usualmente um mar, mas pode também ser um rio, lago, recife de coral ou um tapete de algas, a formação de um reservatório de petróleo ou gás também requer uma bacia sedimentar que passe por quatro etapas: o soterramento em profundidade sob a areia e lama, cozimento sob pressão, a migração de hidrocarbonetos a partir da fonte para a rocha reservatório, e captura em rocha impermeável ("trapa"). O tempo também é uma consideração importante; é sugerido que o vale do rio Ohio poderia ter tido tanto petróleo quanto o Oriente Médio no mesmo período, mas que escapou devido à falta de armadilhas ("trapas"). O Mar do Norte, por outro lado, suportou milhões de anos de mudanças do nível do mar que com sucesso resultou na formação de mais de 150 campos de petróleo.
Embora o processo geralmente seja o mesmo, vários fatores ambientais levar à criação de uma ampla variedade de reservatórios. Reservatórios existem em qualquer lugar da superfície do solo até 9000 metros abaixo da superfície e possuem uma variedade de formas, tamanhos e idades.

### Armadilhas ou "Trapas"
As armadilhas ou, no jargão do ramo, "trapas" (termo oriundo de trap, armadilha, em inglês), são estruturas geológicas que permitem a acumulação de óleo ou gás, exigidas na última etapa do processo de formação do reservatório, sendo a rocha ou conjunto de rochas que deverá ser capaz de aprisionar o petróleo após sua formação, evitando que ele escape. Foram classificados pelos geólogos de petróleo em dois tipos mais comuns: estrutural e estratigráfica, adicionados das trapas hidrodinâmicas, mais raras. Um reservatório pode ser formado por um tipo de trapa ou uma combinação de ambas.

#### Trapas estruturais

Armadilha estrutural de dobra

Armadilha estrutural de falha

Trapas estruturais, são formadas por um deformação na camada de rocha que contem os hidrocarbonetos, sendo consequência de processos estruturais no geológico. Domos, anticlinais e dobras são estruturas comuns. Aspectos relacionados a falhas também podem ser classificados como trapas estruturais se o encerramento está presente. Trapas estruturais são mais fáceis de localizar pela superfície e subsuperfície geológica e estudos geofísicos. Elas são as mais numerosos entre as trapas e tem recebido uma quantidade maior de atenção na busca de petróleo do que todos os outros tipos de trapas.
Um exemplo deste tipo de trapa começa quando o sal é depositado por mares rasos. Mais tarde, há um afundamento dos depósitos do fundo do mar de xisto orgânico rico sobre o sal, que por sua vez é coberto com camadas de arenito e xisto. Sal profundamente enterrado tende a subir de forma desigual em entumescimentos ou domos de sal, e todo o óleo gerado dentro dos sedimentos é aprisionado onde os arenitos são empurrados para cima por cima ou adjacentes ao domo de sal.

#### Trapasestratigráficas
Trapas estratigráficas são formadas quando outros leitos selam uma leito reservatório ou quando alterações de permeabilidade (mudanças de fácies) no próprio leito do reservatório. Armadilhas estratigráficas podem formar-se contra quaisquer superfícies mais jovens ou mais velhas.

#### Trapashidrodinâmicas
Trapas hidrodinâmicas são um tipo menos comum de trapa. São causadas por diferenças na pressão da água, que estão associadas com o fluxo de água, criando uma inclinação do contato entre hidrocarboneto e água.

#### Selos
O selo é uma parte fundamental da trapa que impede hidrocarbonetos migrem ainda mais para cima.
Uma vedação capilar é formada quando a pressão capilar entre as gargantas dos poros é maior ou igual à pressão de flutuação dos hidrocarbonetos em migração. Eles não permitem que os fluidos migrem através deles até que sua integridade seja interrompida, causando-lhes a fuga. Existem dois tipos de selo capilar cuja classificação é baseada no mecanismo preferencial do vazamento: a vedação hidráulica e a membrana vedante.
A membrana vedante irá vazar sempre que o diferencial de pressão através da vedação ultrapassa o limiar de pressão de deslocamento, permitindo que os fluidos migrem através dos espaços dos poros da vedação. Ela irá vazar apenas o suficiente para levar o diferencial de pressão abaixo da pressão de deslocamento e resselará.
O selo hidráulica ocorre em rochas que tem um deslocamento de pressão significativamente maior de tal modo que a pressão necessária para a tensão de fratura seja na realidade mais baixa do que a pressão requerida para o deslocamento de fluido - por exemplo, em xistos evaporitos ou muito estreitos. A rocha irá fratura quando a pressão de poros for maior tanto que o seu esforço mínimo e de sua resistência à tração, então resselada quando a pressão diminui e as fraturas fecharem-se.

## Produção
Para obter o conteúdo do reservatório de óleo, geralmente é necessário perfurar a crosta da Terra, apesar de fossas de petróleo da superfície existirem em algumas partes do mundo, como os poços de piche de La Brea na Califórnia e numerosas fossas em Trinidad.

## Mecanismos condutores da produção
Um reservatório "virgem" pode estar sob uma pressão suficiente para empurrar os hidrocarbonetos para a superfície. À medida que os fluidos são produzidos, a pressão irá frequentemente cair, e de produção irá falhar. O reservatório pode responder à retirada de fluido de uma maneira que tenda a manter a pressão. Podem ser necessário métodos artificiais de acionamento.

### Acionamento por gás em solução
Este mecanismo (também conhecido por acionamento por depleção) depende do gás associado do óleo. O reservatório virgem pode ser inteiramente líquido, mas espera-se que tenha hidrocarbonetos gasosos em solução devido à pressão. À medida que o reservatório se esgota, a pressão cai abaixo do ponto de bolha, e o gás sai da solução para formar um tampão de gás na parte superior. Esta cobertura de gás empurra o líquido ajudando a manter a pressão. Por analogia, o princípio do mecanismo é o mesmo da expulsão de água mineral ou uma bebida gasosa qualquer de sua embalagem com a remoção da tampa ou agitação extrema.
Isto ocorre quando o gás natural está em um tampão abaixo do óleo. Quando o poço é perfurado a pressão reduzida acima implica que o óleo se expanda. À medida que a pressão é reduzida ele atinge o ponto de bolha e, subsequentemente, as bolhas de gás conduzem o óleo para a superfície. As bolhas, em seguida, atingem a saturação crítica e fluem juntas como uma única fase gasosa. Para além deste ponto e abaixo desta pressão a fase de gás flui para fora mais rapidamente do que o óleo por causa da sua viscosidade reduzida. Mais gás livre é produzido e, eventualmente, a fonte de energia está esgotada. Em alguns casos, dependendo da geologia o gás pode migrar para o topo do óleo e formar um tampão de gás secundário.
Alguma energia pode ser fornecida por água, gás na água, ou compressão das rochas. Estes são contribuintes geralmente menores no que diz respeito à expansão de hidrocarbonetos.
Pelo gerenciamento correto das taxas de produção, maiores benefícios podem ser obtido a partir do acionamento pelo gás em solução.
Recuperação secundária envolve a injeção de gás ou água para manter a pressão do reservatório.
A razão gás/óleo e a taxa de produção de petróleo são estáveis até a pressão do reservatório cair abaixo do ponto de bolha quando a saturação de gás crítico é atingida.
Quando o gás se esgota, a razão gás/óleo e as taxa de produção petróleo caem, a pressão do reservatório terá sido reduzida e o reservatório de energia esgotado.

### Acionamento por tampão de gás
Em reservatórios que já possuam um tampão de gás (a pressão virgem já está abaixo do ponto de bolha), a tampa de gás se expande com o esgotamento do reservatório, empurrando para baixo as seções líquidas aplicando pressão extra. Por analogia, o princípio do mecanismo é o mesmo dos produtos comercializados em embalagens do tipo aerossol.
Este está presente no reservatório, se houver mais gás do que possa ser dissolvido no reservatório. O gás, muitas vezes, migra para a crista da estrutura. Ele é comprimido no topo da reserva de óleo, como o óleo é produzido o tampão ajuda a empurrar o óleo para fora. Com o tempo, o tampão de gás move-se para baixo e se infiltra no óleo e, eventualmente, o poço começará a produzir mais e mais gás até que produza apenas gás. É melhor gerenciar o tampão de gás de forma eficaz; isto é, colocar os poços de petróleo de tal forma que o tampão de gás não vá alcançá-los até que a quantidade máxima de óleo seja produzida. Também uma alta taxa de produção pode fazer com que o gás migre para baixo para dentro do intervalo de produção. Neste caso, ao longo do tempo a depleção de pressão do reservatório não é tão acentuada como no caso do acionamento baseado em gás em solução. Neste caso, a taxa de óleo não irá diminuir à uma taxa abrupta mas dependerá também da colocação do poço com relação ao tampão de gás.
Tal como acontece com outros mecanismos de accionamento, a injeção de água ou de gás pode ser utilizada para manter a pressão do reservatório. Quando um tampão de gás é combinado com influxo de água o mecanismo de recuperação pode ser altamente eficiente.

### Acionamento poraquífero(água)
Água (normalmente salgada) pode estar presente sob os hidrocarbonetos. Água, como todos os líquido, é compressível em pequeno grau. À medida que os hidrocarbonetos são totalmente esgotados, a redução da pressão no reservatório permite que a água se expanda ligeiramente. Embora esta unidade de expansão é mínima, se o aquífero é grande o suficiente isso se traduzirá em um grande aumento de volume, o que vai empurrar os hidrocarbonetos, mantendo a pressão.
Com um reservatório acionado por água o declínio da pressão do reservatório é muito pequeno; em alguns casos, a pressão do reservatório pode permanecer inalterada. A razão gás/óleo também permanece estável. A taxa de petróleo continuará a ser bastante estável até que a água atinja o poço. Com o tempo, o taxa de água presente na produção aumentará e finalmente o poço produzirá apenas água.
A água pode estar presente em um aquífero (mas raramente reabastecido com água da superfície). Esta água gradualmente substitui o volume de óleo e gás que é produzido pelo poço, dado que a taxa de produção é equivalente à atividade do aquífero. Ou seja, o aquífero está sendo reabastecido de algum influxo de água natural. Se a água começa a ser produzida junto com o petróleo, a taxa de recuperação pode tornar-se economicamente inviável devido aos altos custos de extração e descarte de água.

### Injeção de água e gás
Se os acionamento naturais são insuficientes, como muitas vezes são, então, a pressão pode ser mantida artificialmente pela injeção de água no aquífero ou gás para o tampão do tanque.

### Drenagem por gravidade
A força da gravidade irá fazer com que o óleo se desloque para baixo do gás ascendente e da água. Se a permeabilidade vertical existe, então as taxas de recuperação pode ser ainda melhores.

### Reservatórios de gás e gás condensado
Estes ocorrem se as condições do reservatório permitem que os hidrocarbonetos existam como gás. A recuperação é uma questão de expansão do gás. A recuperação a partir de um reservatório fechado (i.e., sem acionamento por água) é muito boa, especialmente se a pressão do orifício inferior é reduzida a um mínimo (usualmente feito com compressores na cabeça do poço). Quaisquer líquidos produzidos são de cor clara para incolor, com um grau maior do que 45 API.
Ciclagem de gás (Gas Cycling) é o processo onde o gás seco é injetado e produzido juntamente com o líquido condensado.

## Estimativa de reservas
Após a descoberta de um reservatório, um engenheiro de petróleo vai procurar construir uma melhor imagem da acumulação. Em um exemplo clássico de um simples reservatório uniforme, a primeira etapa é a realização de um levantamento sísmico para determinar o tamanho possível da trapa. Poços de avaliação pode ser usados para determinar a localização de contacto óleo-água e com ela, a altura dos materiais que comportam o óleo (que podem ser de diversos tipos de formações geológicas porosas). Muitas vezes, juntamente com dados sísmicos, é possível estimar o volume do reservatório petrolífero.
O próximo passo é usar as informações dos poços de avaliação para estimar a porosidade da rocha. A porosidade, ou a percentagem do volume total de líquidos que contém, em vez de rocha sólida, é de 20-35% ou menos. Ela pode dar informações sobre a capacidade real. O teste de laboratório pode determinar as características dos fluidos do reservatório, particularmente o fator de expansão do óleo, ou quanto o óleo se expande quando trazido da alta pressão e a alta temperatura do reservatório para a superfície (no ramo, o volume disponível no reservatório que está nele disponível e pode ser considerado no tempo produzível é chamado de "stock tank", aproximadamente, uma "tancagem de estoque").
Com tal informação, é possível estimar quantos barris de óleo no "stock tank" estão localizados no reservatório. Esse óleo é chamado de "óleo no local" (oil in place) óleo em estoque unicialmente no local STOIIP (stock tank oil initially in place). Como resultado do estudo os fatores tais como a permeabilidade da rocha (quão facilmente fluidos podem fluir através da rocha) e possíveis mecanismos de acionamento, é possível estimar o fator de recuperação, ou qual a proporção de óleo no local pode ser razoavelmente esperado em ser produzido. O fator de recuperação é geralmente de 30-35%, dando um valor para as reservas recuperáveis.
A dificuldade é que os reservatórios não são uniformes. Eles têm porosidades e permeabilidades variáveis e podem ser compartimentados, com fraturas e falhas quebrando-os e complicando o fluxo de fluido. Por esta razão, a modelagem por computador de reservatórios economicamente viáveis é muitas vezes realizada. Geólogos, geofísicos e engenheiros de reservatório trabalham juntos para construir um modelo que permita a simulação do fluxo de fluidos no reservatório, levando a uma melhor estimativa das reservas.

## Previsão de reservatório
Avaliação das incertezas para as previsões de desempenho futuro de poços em reservatórios de petróleo é realizada através de métodos estocásticos.